# Clete Donald Johnson

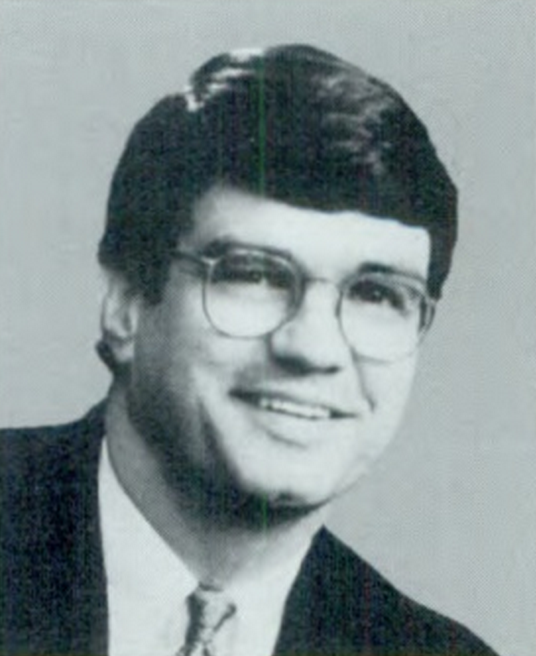
Clete Donald Johnson

Clete Donald „Don“ Johnson Jr. (* 30. Januar 1948 in Atlanta, Georgia) ist ein US-amerikanischer Politiker. Zwischen 1993 und 1995 vertrat er den Bundesstaat Georgia im US-Repräsentantenhaus.

## Werdegang
Clete Johnson besuchte die öffentlichen Schulen im Franklin County. Nach einem anschließenden Jurastudium an der University of Georgia und seiner 1973 erfolgten Zulassung als Rechtsanwalt begann er in seinem neuen Beruf zu arbeiten. Im gleichen Jahr arbeitete er als Anwalt für den Steuerausschuss des US-Repräsentantenhauses. Zwischen 1973 und 1977 diente er in der Rechtsabteilung der United States Air Force. Im Jahr 1978 studierte er an der London School of Economics.
Politisch wurde Johnson Mitglied der Demokratischen Partei. Zwischen 1987 und 1993 saß er im Senat von Georgia. Bei den Kongresswahlen des Jahres 1992 wurde er im zehnten Wahlbezirk von Georgia in das US-Repräsentantenhaus in Washington, D.C. gewählt, wo er am 3. Januar 1993 die Nachfolge von Doug Barnard antrat. Da er bereits bei den folgenden Wahlen gegen Charlie Norwood verlor, konnte er bis zum 3. Januar 1995 nur eine Legislaturperiode im Kongress absolvieren.
Nach seinem Ausscheiden aus dem US-Repräsentantenhaus war Johnson zwischen 1998 und 2000 im Rang eines Botschafters beim Büro des Handelsvertreters der Vereinigten Staaten angestellt. Seit 2004 arbeitet er für die juristische Fakultät der University of Georgia. Dort ist er Abteilungsdirektor des Dean Rusk Center for International, Comparative and Graduate Legal Studies.